# Walckenaeria alba
Walckenaeria alba là một loài nhện trong họ Linyphiidae.
Loài này thuộc chi Walckenaeria. Walckenaeria alba được Jörg Wunderlich miêu tả năm 1987.